# Diane Bui Duyet
Diane Bui Duyet (Nouméa (Nieuw-Caledonië), 22 december 1979) is een Franse zwemster.

## Carrière
Bij haar internationale debuut, op de wereldkampioenschappen kortebaanzwemmen 2002 in Moskou, eindigde Bui Duyet als achtste op de 50 meter vlinderslag en strandde ze in de halve finales op de 100 meter vlinderslag. Op de wereldkampioenschappen zwemmen 2005 in Montreal, Canada werd ze uitgeschakeld in de series van de 100 meter vlinderslag.
Tijdens de Europese kampioenschappen zwemmen 2008 in Eindhoven werd Bui Duyet uitgeschakeld in de halve finales van de 50 meter vlinderslag. In Manchester, Groot-Brittannië nam ze deel aan de wereldkampioenschappen kortebaanzwemmen 2008, op dit toernooi eindigde ze als zesde op de 50 meter vlinderslag en strandde ze in de series op de 100 meter vlinderslag. Op de Europese kampioenschappen kortebaanzwemmen 2008 in het Kroatische Rijeka veroverde Bui Duyet de zilveren medaille op de 100 meter vlinderslag en de bronzen medaille op de 50 meter vlinderslag.
Tijdens de wereldkampioenschappen zwemmen 2009 in de Italiaanse hoofdstad Rome eindigde ze als zevende op de 50 meter vlinderslag. In Istanboel nam Bui Duyet deel aan de Europese kampioenschappen kortebaanzwemmen 2009. Op dit toernooi sleepte ze de zilveren medaille in de wacht op de 100 meter vlinderslag nadat ze in de halve finales het wereldrecord had verbeterd, daarnaast eindigde ze als vijfde op de 50 meter vlinderslag.
Op de Europese kampioenschappen kortebaanzwemmen 2011 in Szczecin eindigde de Française als vierde op de 100 meter vlinderslag en als vijfde op de 50 meter vlinderslag. Samen met Coralie Dobral, Justine Bruno en Charlotte Bonnet werd ze uitgeschakeld in de series van de 4x50 meter wisselslag.

## Internationale toernooien
| Jaar | Olympische Spelen | WK langebaan         | WK kortebaan                                              | EK langebaan        | EK kortebaan                                                |
| ---- | ----------------- | -------------------- | --------------------------------------------------------- | ------------------- | ----------------------------------------------------------- |
| 2002 |                   |                      | serie 50 m rugslag 8e 50m vlinderslag 9e 100m vlinderslag | geen deelname       | geen deelname                                               |
| 2003 |                   | geen deelname        |                                                           |                     | geen deelname                                               |
| 2004 | geen deelname     |                      | geen deelname                                             | geen deelname       | geen deelname                                               |
| 2005 |                   | 21e 100m vlinderslag |                                                           |                     | geen deelname                                               |
| 2006 |                   |                      | geen deelname                                             | geen deelname       | geen deelname                                               |
| 2007 |                   | geen deelname        |                                                           |                     | geen deelname                                               |
| 2008 | geen deelname     |                      | 6e 50m vlinderslag 19e 100m vlinderslag                   | 15e 50m vlinderslag | 50m vlinderslag · 100m vlinderslag                          |
| 2009 |                   | 7e 50m vlinderslag   |                                                           |                     | 5e 50m vlinderslag · 100m vlinderslag                       |
| 2010 |                   |                      | geen deelname                                             | geen deelname       | geen deelname                                               |
| 2011 |                   | geen deelname        |                                                           |                     | 5e 50m vlinderslag 4e 100m vlinderslag 11e 4x50m wisselslag |

## Persoonlijke records
Bijgewerkt tot en met 12 december 2009

### Kortebaan
| Afstand          | Tijd  | Datum            | Plaats    |
| ---------------- | ----- | ---------------- | --------- |
| 50m vlinderslag  | 25,37 | 11 december 2009 | Istanboel |
| 100m vlinderslag | 55,05 | 12 december 2009 | Istanboel |

### Langebaan
| Afstand          | Tijd  | Datum         | Plaats      |
| ---------------- | ----- | ------------- | ----------- |
| 50m vlinderslag  | 25,87 | 31 juli 2009  | Rome        |
| 100m vlinderslag | 58,64 | 24 april 2009 | Montpellier |